# Prison Song (film)
Prison Song est un film américain de Darnell Martin sorti en 2001.

## Fiche technique
- Titre français : Prison Song
- Titre original : Prison Song
- Réalisateur : Darnell Martin
- Producteurs : Robert De Niro ; Jane Rosenthal ; Brad Epstein
- Genre : drame

## Distribution
- Q-Tip : Elijah Butler
- Mary J. Blige : Mme Butler
- Harold Perrineau : Oncle Steve
- Eric McCollum : Eric "AceMoney" McCollum
- Brandon E. Brooks : un interne
- Mark Fisher : un interne
- Fat Joe : Le gros Pete
- N.O.R.E. : un dealer
- Vincenzo Amato : Le propriétaire du magasin